# کوه ویند
کوه ویند (به انگلیسی: Wind Mountain) یک کوه در ایالات متحده آمریکا است که در شهرستان اسکمنیا، واشینگتن واقع شده‌است. کوه ویند ۵۸۱٫۲۶ متر بالاتر از سطح دریا واقع شده‌است.